# Erik I van Brunswijk-Grubenhagen
Erik I van Brunswijk-Grubenhagen bijgenaamd de Winnaar (circa 1383 — 28 mei 1427) was van 1383 tot aan zijn dood hertog van Brunswijk-Grubenhagen. Hij behoorde tot het Huis Welfen.

## Levensloop
Erik was de zoon van hertog Albrecht I van Brunswijk-Grubenhagen en diens echtgenote Agnes, dochter van hertog Magnus II van Brunswijk-Wolfenbüttel. Zijn vader overleed kort na de geboorte, waardoor Erik hertog van Brunswijk-Grubenhagen werd. Omdat hij nog niet zelfstandig kon regeren, werd Erik tot in 1401 onder het regentschap van zijn oom, hertog Frederik I van Brunswijk-Osterode, geplaatst. Vervolgens begon hij in 1402 zelfstandig te regeren.
Tijdens zijn regering had Erik conflicten met zijn neven, hertogen Bernhard I en Frederik I van Brunswijk-Lüneburg; zijn oom Frederik; de stadsraad van Brunswijk; het graafschap Schwarzburg; het landgraafschap Thüringen; de heerlijkheid Hardenberg; het graafschap Hohenstein en de heerlijkheid Bortfeld. Al deze conflicten werd vrij snel opgelost.
Tijdens zijn regering kon Erik zijn regeringsgebied uitbreiden via landerijschenkingen van de Abdij van Gandersheim en de Abdij van Quedlinburg. In 1427 overleed hij.

## Huwelijk en nakomelingen
Erik was gehuwd met Elisabeth (1390–1444), dochter van hertog Otto I van Brunswijk-Göttingen. Ze kregen acht kinderen:
- Agnes (1406–1439), abdis van de Abdij van Gandersheim
- Sophie (rond 1407 – tussen 6 januari en 30 april 1485)
- Elisabeth (rond 1409 - 4 oktober 1452) , huwde met hertog Casimir V van Pommeren
- Margaretha (1411 – na 31 oktober 1456) huwde met Simon IV van Lippe
- Anna (1414 – 4 april 1474), huwde in 1437 met hertog Albrecht III van Beieren en daarna met hertog Frederik III van Brunswijk-Göttingen-Calenberg
- Hendrik III (1416–1464), hertog van Brunswijk-Grubenhagen
- Ernst II (1418–1466), hertog van Brunswijk-Grubenhagen
- Albrecht II (1419–1485), hertog van Brunswijk-Grubenhagen